# Parc Natural de Corralejo
El Parc Natural de Corralejo és un espai protegit de més de 26 quilòmetres quadrats al municipi de La Oliva, a l'illa de Fuerteventura (Illes Canàries). Va ser classificat com a parc natural l'any 1994.
Es tracta d'un parc natural de dunes d'origen orgànic, que es van formar per la disgregació i polvorització d'organismes marins amb exoesquelet com moluscs i bivalves.

## Localització
El parc es troba a l'extrem nord-est de l'illa de Fuerteventura, a la costa amb l'Atlàntic. La seva superfície de 2,5x10,5km és travessada per la carretera FV-1, que connecta la capital de l'illa, Puerto del Rosario, amb Corralejo, la ciutat al nord del parc.